# Gare de Bayon
La gare de Bayon est une gare ferroviaire française de la ligne de Blainville - Damelevières à Lure, située sur le territoire de la commune de Bayon, dans le département de Meurthe-et-Moselle en région Grand Est.
Elle est mise en service en 1857 par la Compagnie des chemins de fer de l'Est. C'est une halte voyageurs de la Société nationale des chemins de fer français (SNCF) desservi par des trains TER Grand Est.

## Situation ferroviaire
Établie à 267 mètres d'altitude, la gare de Bayon est située au point kilométrique (PK) 14,994 de la ligne de Blainville - Damelevières à Lure, entre les gares d'Einvaux et de Charmes (Vosges). C'était une gare de bifurcation, origine de la ligne de Bayon à Neuves-Maisons (fermée).

## Histoire
La station de Bayon est mise en service le 24 juin 1857 par la Compagnie des chemins de fer de l'Est, lorsqu'elle ouvre à l'exploitation la section de Blainville à Épinal.

## Fréquentation
De 2015 à 2024, selon les estimations de la SNCF, la fréquentation annuelle de la gare s'élève aux nombres indiqués dans le tableau ci-dessous.
| Année                      | 2015    | 2016    | 2017    | 2018    | 2019    | 2020    | 2021    | 2022    | 2023    | 2024    |
| -------------------------- | ------- | ------- | ------- | ------- | ------- | ------- | ------- | ------- | ------- | ------- |
| Voyageurs                  | 146 075 | 140 514 | 140 910 | 131 165 | 139 986 | 106 890 | 127 453 | 163 622 | 208 600 | 200 592 |
| Voyageurs et non voyageurs | 182 594 | 175 642 | 176 138 | 163 956 | 174 983 | 133 612 | 159 316 | 203 777 | 260 751 | 250 740 |

## Service des voyageurs

### Accueil
Halte SNCF, c'est un point d'arrêt non géré (PANG) à accès libre. Elle est équipée d'automates pour l'achat de titres de transport.

### Desserte
Bayon est desservie par les trains TER Grand Est qui effectuent des missions entre les gares : de Nancy-Ville et d'Épinal, ou de Remiremont, ou de Belfort.

### Intermodalité
Un parking pour les véhicules y est aménagé.